# خرس‌سگیان
خرس‌سگیان (نام علمی: Amphicyoninae) نام یک زیرخانواده از تیره سگ خرسی است.